# Stelio
Stelio  è un nome proprio di persona italiano maschile.

## Varianti
- Maschili: Stellio[1][3], Stiliano[5], Estelio[3]
- Femminili: Stelia[1][3], Stellia[1][3]

### Varianti in altre lingue
- Catalano: Estilià[6]
- Bulgaro: Стилиян (Stilijan)
- Greco antico: Στυλιανός (Stylianos)[7], Στέλιος (Stelios)[7]
- Greco moderno: Στυλιανός (Stylianos), Στέλιος (Stelios)
  - Femminili: Στυλιανή (Stylianī)
- Latino: Stylianus[5], Stilianus[6], Stelian[7]
- Rumeno: Stelian 
  - Femminili: Steliana
- Russo: Стилиан (Stilian)
- Spagnolo: Estiliano[6]
- Ucraino: Стиліан  (Stilian)

## Origine e diffusione
Deriva dal greco Στέλιος (Stelios), una variante di Στυλιανός (Stylianos), nome basato sul termine στύλος (stylos, "colonna"); altre fonti considerano il latino Stylianus un patronimico di Stilus, risalente comunque alla stessa radice
Il suo uso in italiano è ispirato principalmente al protagonista del romanzo di Gabriele D'Annunzio Il fuoco, il poeta Stelio Effrena; la forma "Stellio" si è formata per influenza del nome Stella. È diffuso maggiormente in Italia centro-settentrionale, in particolare in Friuli-Venezia Giulia, dove però rappresenta anche l'adattamento di un nome sloveno, Stel o Stelin, dall'etimologia incerta.

## Onomastico

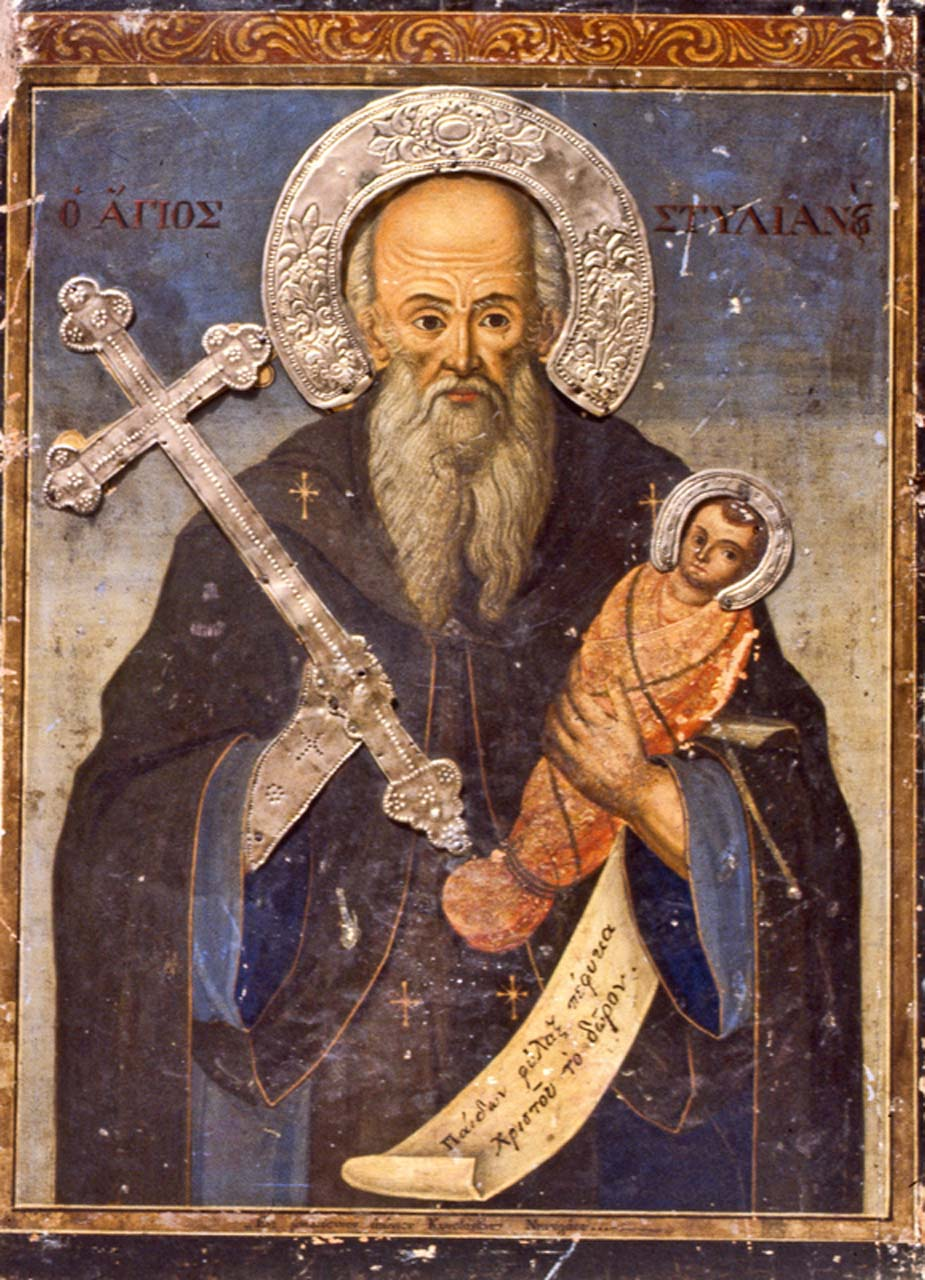
Icona ortodossa raffigurante san Stiliano

L'onomastico si può festeggiare il 26 novembre in ricordo di san Stiliano o Alipio, un anacoreta stilita vissuto in Paflagonia.

## Persone
- Stelio Belletti, artigiano e imprenditore italiano
- Stelio Crise, bibliotecario, scrittore e critico letterario italiano
- Stelio Fenzo, fumettista italiano
- Stelio Fiorenza, regista e sceneggiatore italiano
- Stelio Frati, ingegnere e progettista italiano
- Stelio Mattioni, scrittore italiano
- Stelio Nardin, calciatore italiano
- Stelio Passacantando, regista e animatore italiano

### Variante Stelios
- Stelios Arvanitīs, cestista greco

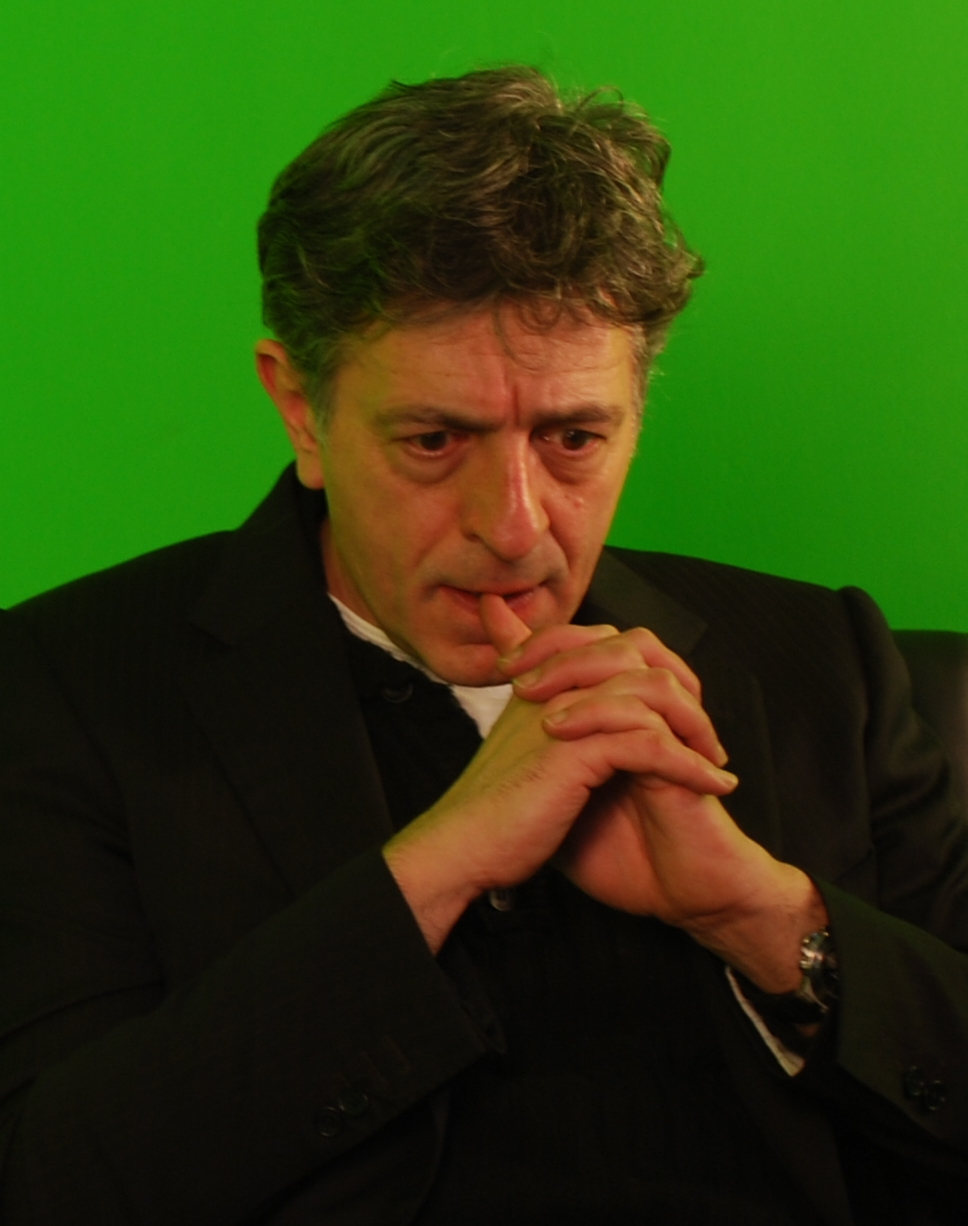
Stelios Kouloglou

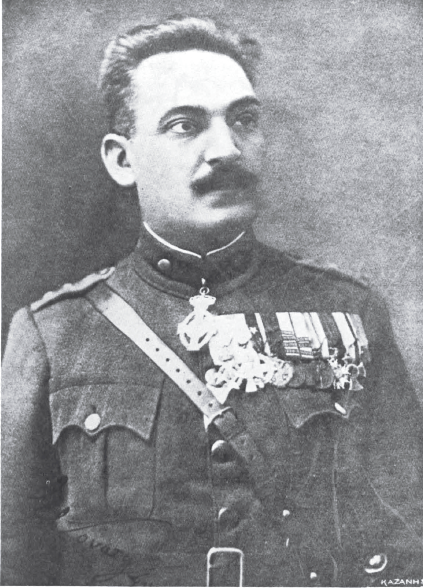
Stylianos Gonatas

- Stelios Giannakopoulos, calciatore greco
- Stelios Grant Pavlou, vero nome di Stel Pavlou, scrittore e sceneggiatore britannico
- Stelios Haji-Ioannou, imprenditore britannico
- Stelios Kouloglou, politico greco
- Stelios Manōlas, calciatore e allenatore di calcio greco
- Stelios Venetidis, calciatore greco

### Variante Stylianos
- Stylianos Gonatas, militare e politico greco
- Stylianos Mavromichalis, politico greco
- Stylianos Pattakos, militare greco
- Stylianos Venetidīs, calciatore greco

### Altre varianti maschili
- Stellio Lozza, politico, partigiano e sindacalista italiano
- Stelian Moculescu, pallavolista e allenatore di pallavolo romeno.
- Stilijan Petrov, calciatore bulgaro

### Varianti femminili
- Stylianī Kaltsidou, cestista greca
- Steliana Nistor, ginnasta romena
- Styliani Tsikouna, atleta greca

## Il nome nelle arti
- Stelio era uno pseudonimo utilizzato dall'enigmista Giovanni Chiocca.
- Stelios è un personaggio del fumetto di Frank Miller 300 e dell'omonimo film da esso tratto.
- Stelio Effrena è un personaggio del romanzo di Gabriele D'Annunzio Il fuoco.
- Stelio Martelli è uno pseudonimo utilizzato da Mino Milani
- Stelio Kontos è un personaggio di American Dad